# Valdeconejos
Valdeconejos es una localidad española de la provincia de Teruel, en la comunidad autónoma de Aragón. Está situada en la comarca de las Cuencas Mineras y pertenece al municipio de Escucha.

## Toponimia
Es mencionado en un texto del 14 de abril de 1212 de concordia entre el obispeo de Zaragoza y el concejo y capítulo eclesiástico de Teruel sobre el pago de diezmos como  Val de Conillos y Valle de Conillos:

Similiter ecclesie sancti Andree et sancti Jacobi accipiant eodem modo imperpetuum omnia jura de fenollosa, Aguilar, fontis calentis, bonnia, Cabdet, Covas laboratas, Villalbella, Concut, Gasconella, Castro albo, Cubla, Porto de Scuriola, Casadon, ffuentferrada, Gazappos de Xiarc, Galb, Val de conillos et Rambla.

...foz la villa, Armellas, Villanova, Corvon, Font ferrada, Vivel, Martin, las parras, Valle de Conillos, Valle de Gazapos, Rambla...

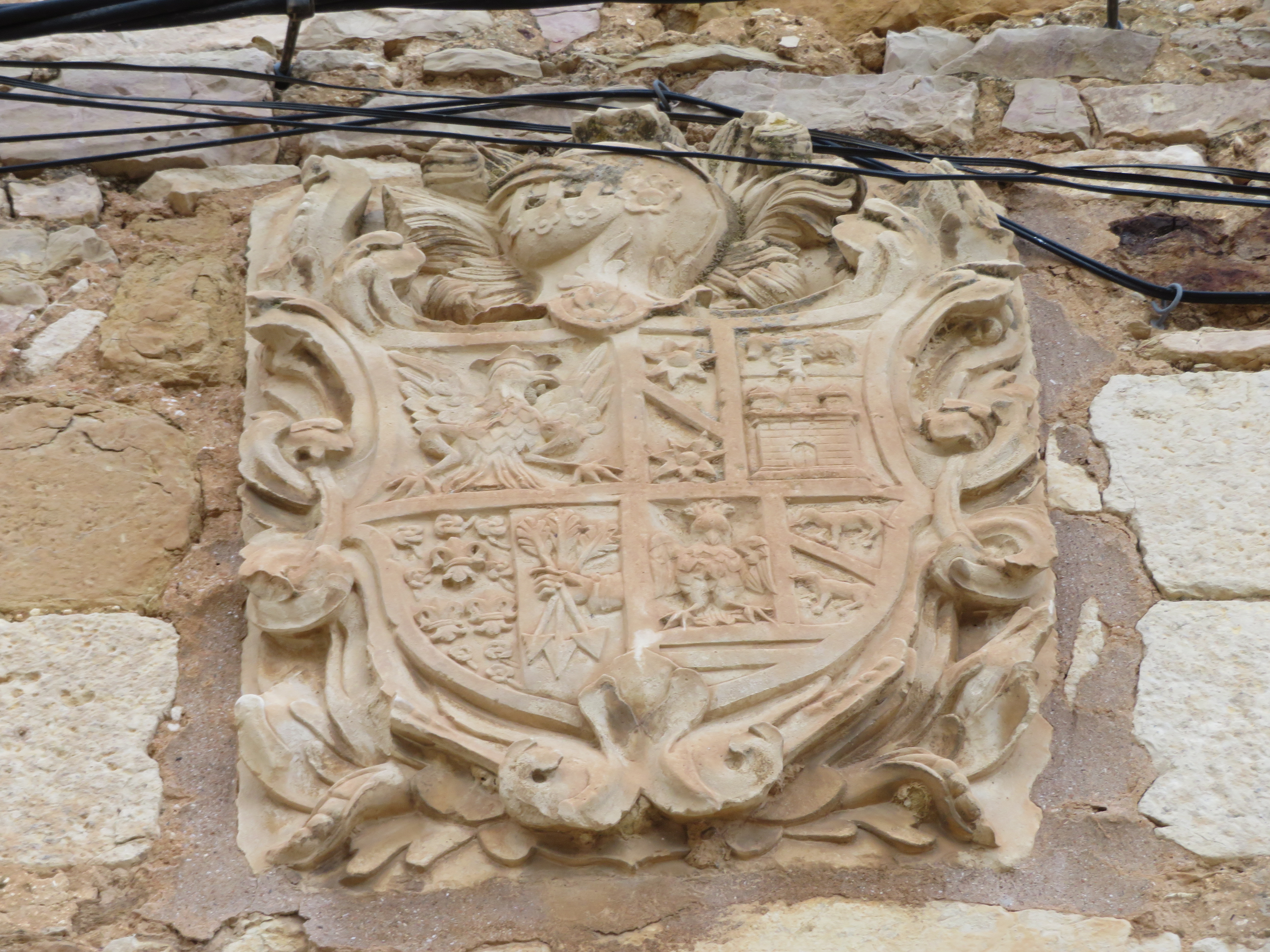
Blasón. Escudo heráldico.

En Rationes decimarum Hispaniae (1279-80): Aragón y Navarra se escribe Val de Coneyllos, con el fonema -ll- representado gréficamente como yll, y también se menciona un Coneyluello, que puede ser un lugar pequeño tras Val de Conellos. 
En un texto de 1409 en el que Benedicto XIII concede un quinto diezmero a la Seo de Zaragoza se escribe Valdeconellos.
A finales del siglo XV el nombre se escribe como Valdeconeios en aragonés turolense, lo que se puede interpretar como Valdeconejos de acuerdo con la pronunciación del aragonés de las comunidades aragonesas.

## Geografía

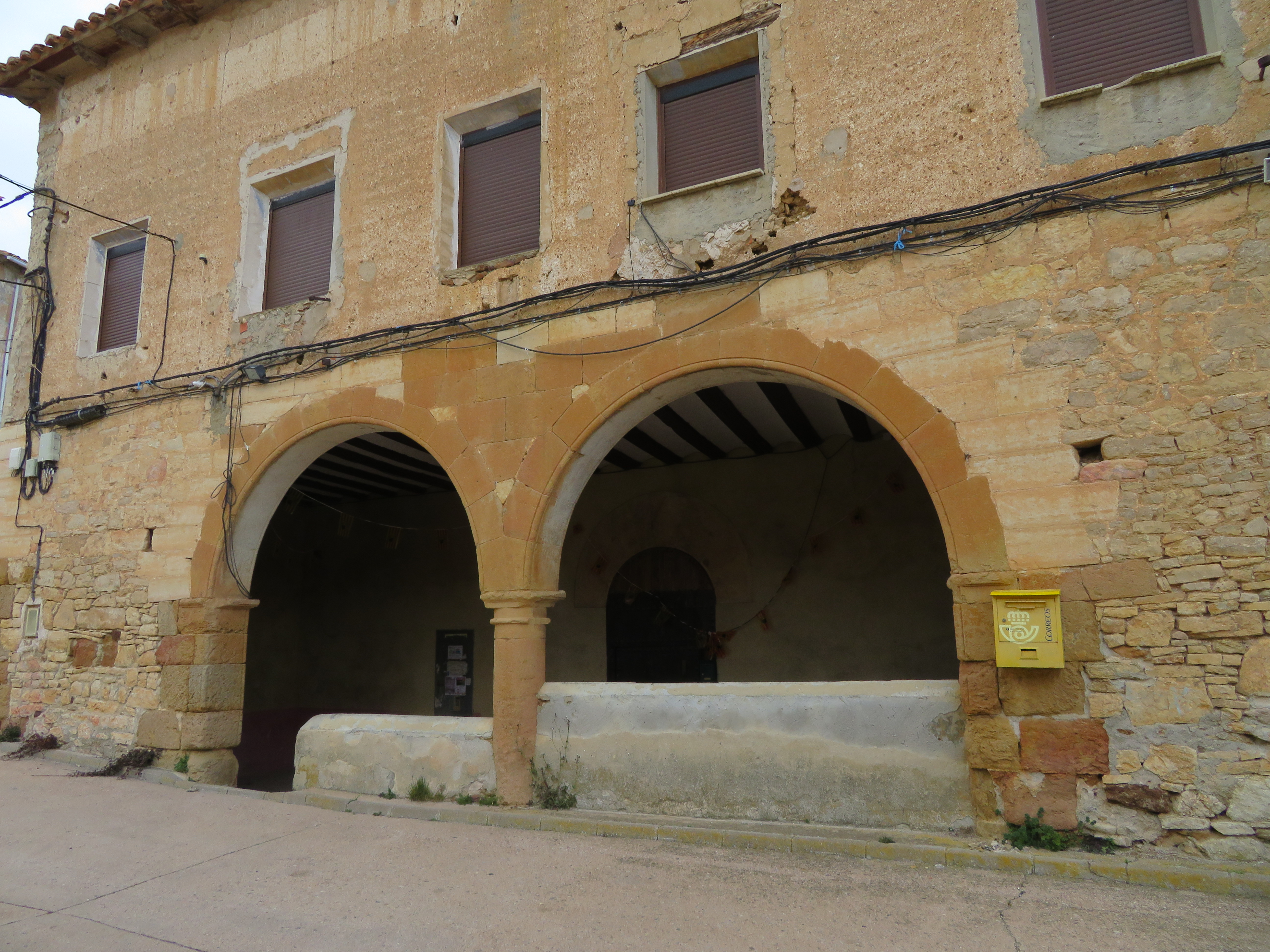
Antigua casa consistorial de Valdeconejos

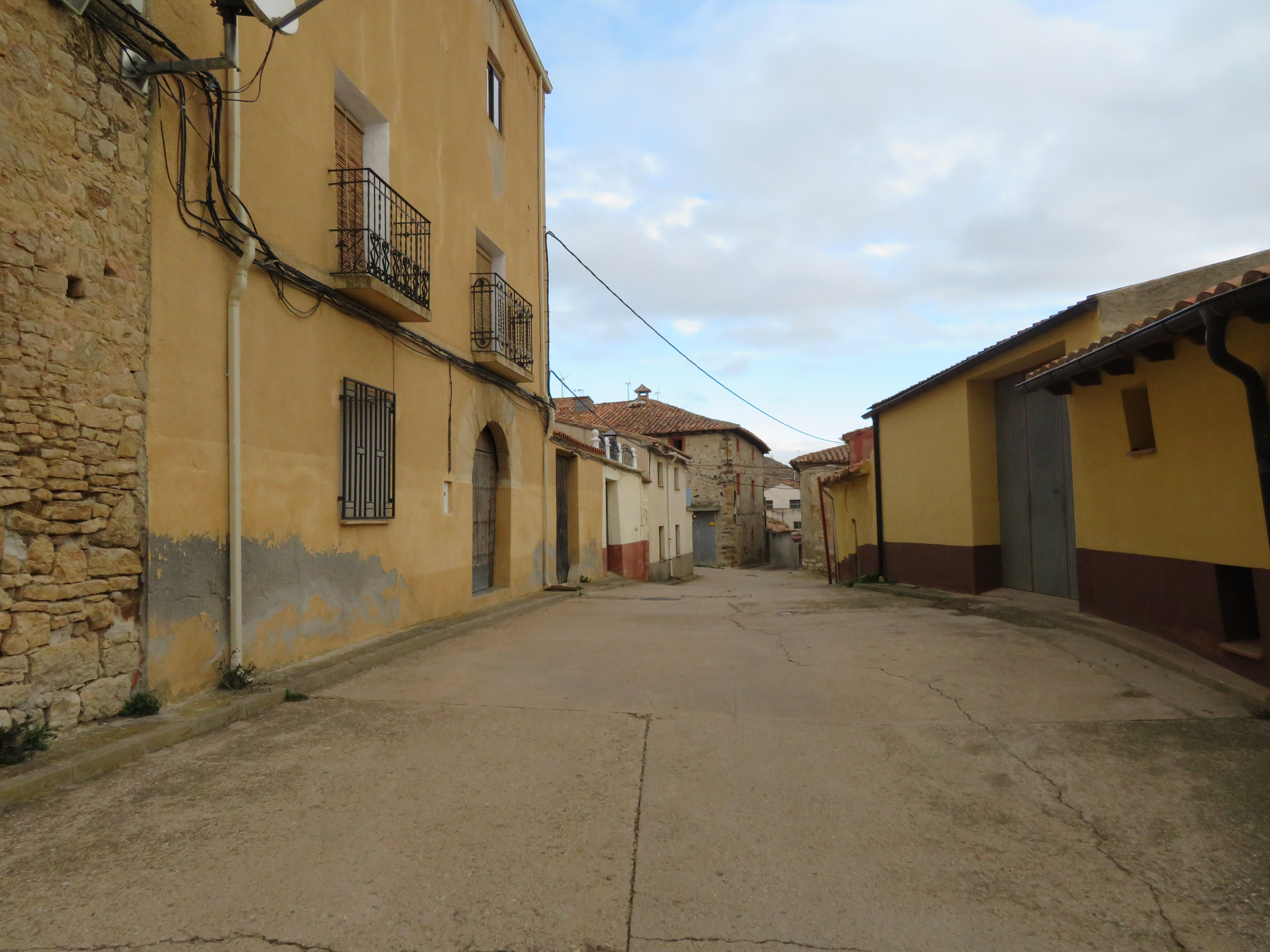
Calle de Valdeconejos

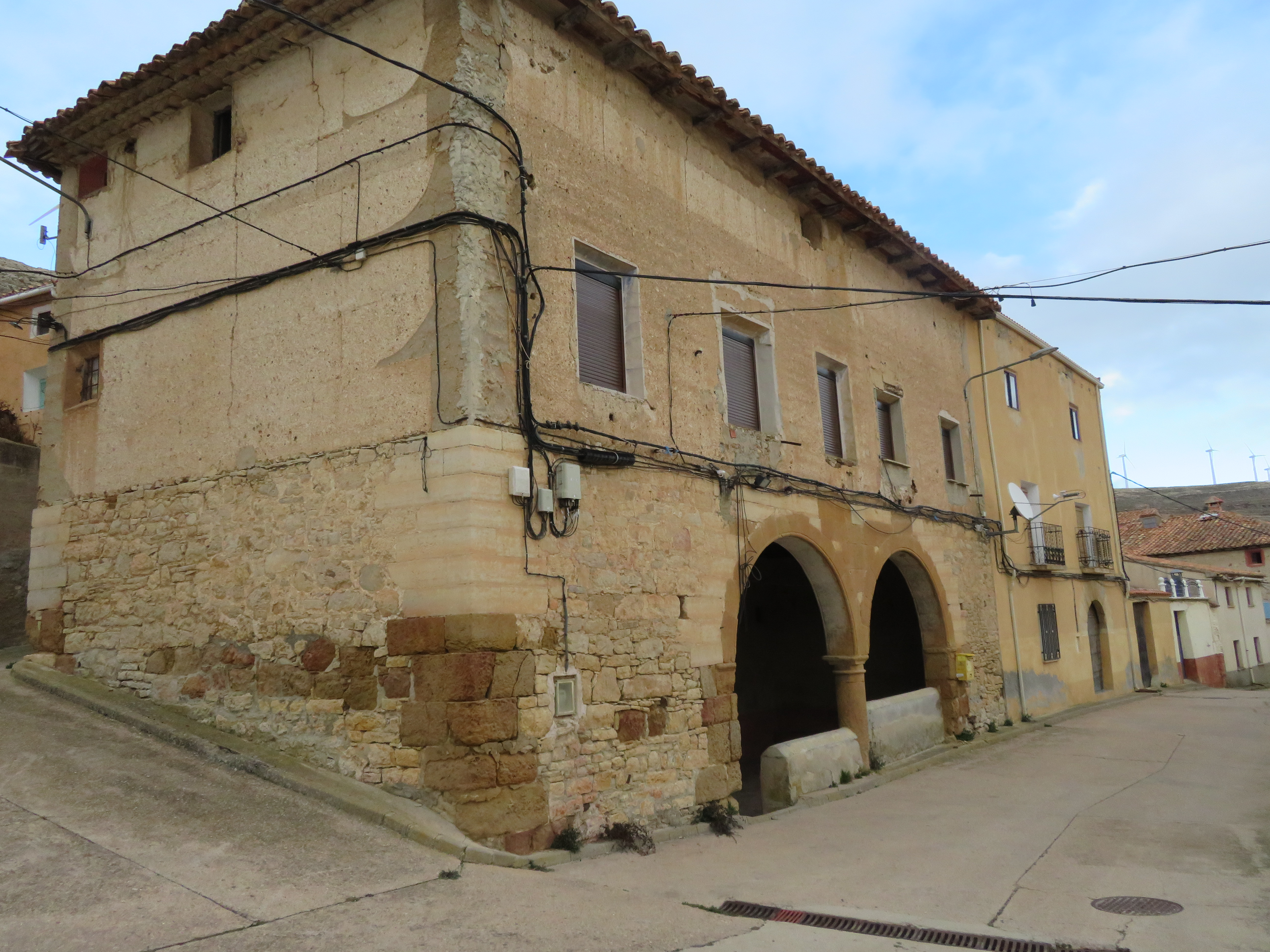
Antiguo ayuntamiento de Val de Conejos

Está situado en el sur de la sierra de San Just, a los mismos pies de puerto con el mismo nombre. Está a 7,8 km de Escucha. Está situado en un apéndice suroccidental del término de Escucha, al final de Son del Puerto (término de Rillo), al este de Las Parras de Martín (término de Utrillas) y al norte de Mezquita de Jarque.

## Historia
En el siglo XIII era, junto con Cantavieja y Las Parras, de la Orden del Temple. Tras la disolución de la orden y a  diferencia de Escucha, no dependió de la Encomienda de Montalbán sino que era parte de la Sexma del Río Martín de la Comunidad de Teruel.
Hacia mediados del siglo XIX, el lugar tenía contabilizada una población de 170 habitantes. La localidad aparece descrita en el decimoquinto volumen del Diccionario geográfico-estadístico-histórico de España y sus posesiones de Ultramar de Pascual Madoz de la siguiente manera:

VAL DE CONEJOS: l. con ayunt. en la prov. de Teruel (9 leg.), part. jud. de Segura (4) (el juzgado reside en Montalban), aud. terr. y dióc. de Zaragoza (20) y c. g. de Aragon. sit. al S. de una colina en el camino que de Teruel sube á Montalban; el clima es frió, y las enfermedades mas comunes las afecciones pectorales. Tiene 50 casas de mala construccion, formando cuerpo de pobl., en cuyas inmediaciones hay 3 fuentes de escelentes aguas ; las calles son muy sucias y mal empedradas; una escuela de instruccion primaria concurrida por 15 niños; una igl. parr. dedicada á Sto. Domingo de Silos, servida por un cura de primer ascenso y de provision ordinaria, y un cementerio, que en nada perjudica á la salud pública. Confina el térm. por el N. con el de Utrillas; E. Cervera; S. Son del Puerto, y O. Escucha y Adovas. El terreno es montuoso y de secano con algunas arboledas; tiene una sierra elevada llamada la Umbria. Los caminos son de herradura, á escepcion del que va á Montalban desde Teruel. El correo se recibe de Montalban. prod.: trigo, cebada, avena, patatas y guisantes; hay ganado lanar y vacuno, y caza de conejos y perdices. pobl.: 44 vec., 170 alm. riqueza imp.: 24,033 rs.
(Madoz, 1849, p. 256)

## Demografía

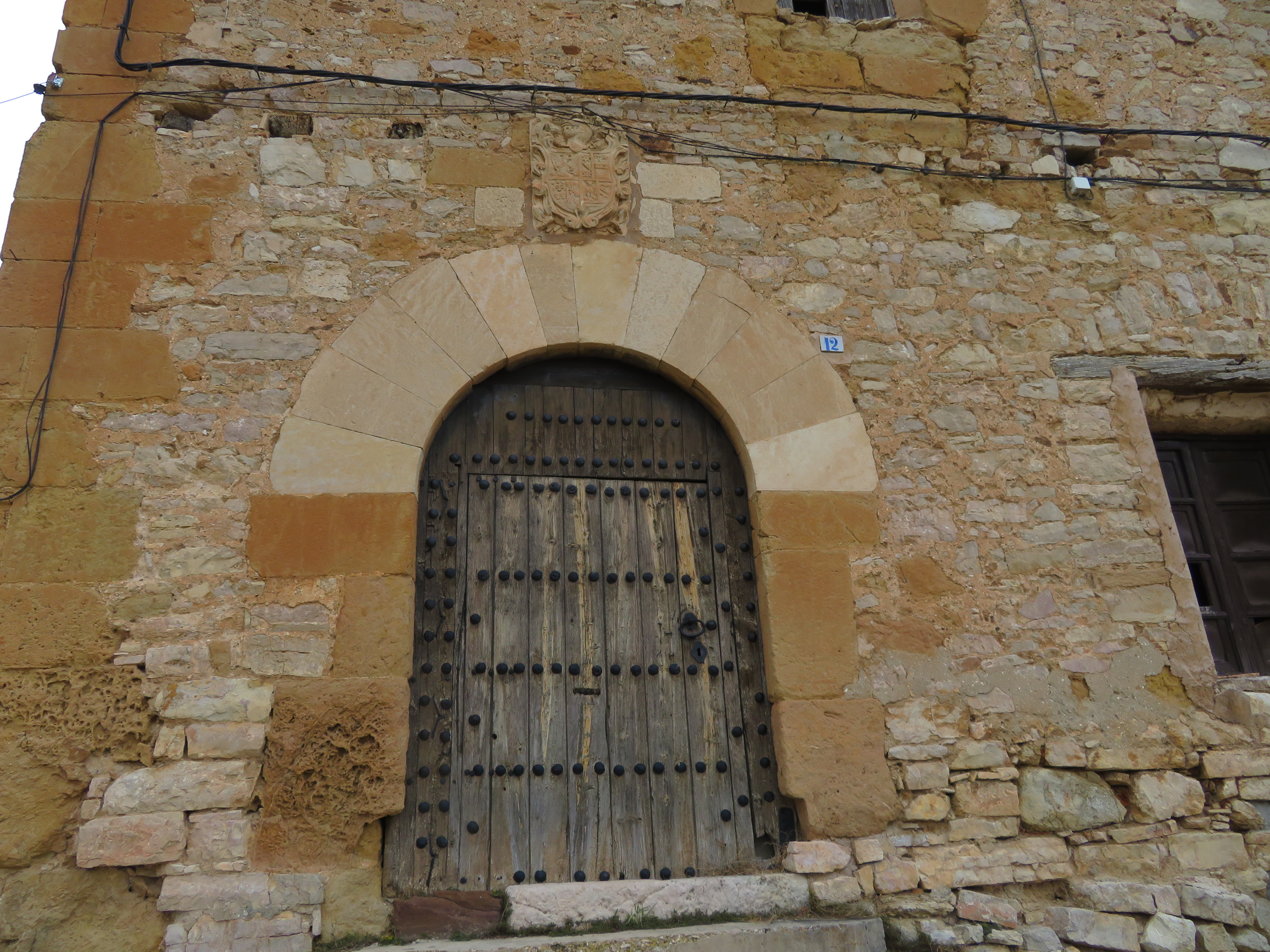
Casa rectoral

| Gráfica de evolución demográfica de Valdeconejos entre 1842 y 1960 |
| |
| Población de derecho según los censos de población del INE Población de hecho según los censos de población del INEEntre el censo de 1970 y el anterior, este municipio desaparece porque se integra en el municipio 44099 (Escucha) |

## Patrimonio

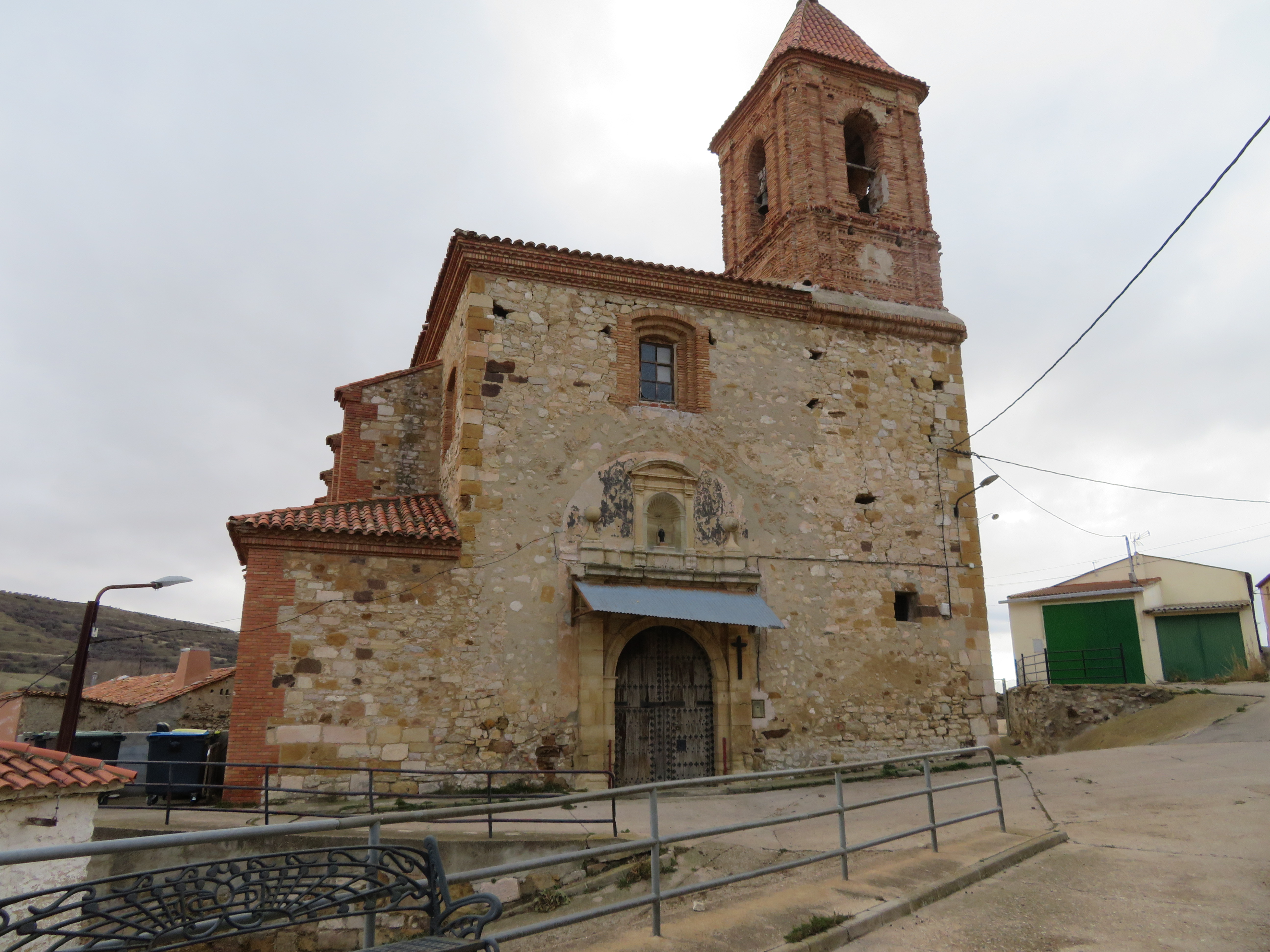
Iglesia parroquial de Santo Domingo de Silos

En la localidad hay una iglesia bajo la advocación de Santo Domingo de Silos.

## Fiestas
- Primera semana de agosto.